# Insieme infinito
Un insieme infinito è intuitivamente un insieme per il quale non sia possibile elencare i suoi elementi.
Definizioni matematicamente rigorose si possono dare nella teoria degli insiemi. In particolare esistono tre tipi di caratterizzazione o possibili definizioni degli insiemi infiniti:
- un insieme {\displaystyle X} è infinito se non è finito ovvero non esiste una corrispondenza biunivoca tra X e un numero naturale (insieme non-finito)
- un insieme {\displaystyle X} è infinito se esiste una corrispondenza biunivoca tra {\displaystyle X} ed un suo sottoinsieme proprio (insieme infinito secondo Dedekind)
- un insieme {\displaystyle X} è infinito se contiene {\displaystyle \mathbb {N} } i numeri naturali (insieme infinito secondo Cantor)

Le tre definizioni si possono dimostrare equivalenti assumendo l'assioma della scelta. Tale assioma si rivela in effetti indispensabile per mostrare che un insieme non-finito è infinito secondo Cantor o Dedekind: si può dimostrare che gli altri assiomi di Zermelo-Fraenkel da soli non possono provare l'equivalenza delle caratterizzazioni poiché ammettono un modello in cui ci sono insiemi che sono infiniti ma finiti rispetto all'accezione di Dedekind.